# Nati nel 1954/Dicembre
| Questa pagina contiene informazioni ricavate automaticamente dalle voci biografiche con l'ausilio del template Bio e di un bot. L'aggiornamento è periodico e automatico e ricostruisce completamente la pagina. Se manca una persona in questa lista, sei pregato di non aggiungerla, ma accertati piuttosto che la sua voce biografica contenga il template Bio e che i dati anagrafici siano correttamente compilati. Se il template Bio manca, inseriscilo tu stesso o, in alternativa, metti l'avviso {{tmp\|Bio}} che ne segnala la mancanza. Se i dati riportati sono sbagliati, correggi direttamente la voce biografica; le modifiche saranno visibili in questa lista entro pochi giorni. Per chiarimenti vedi il progetto biografie. La lista contiene solo le 223 persone che sono citate nell'enciclopedia e per le quali è stato implementato correttamente il template Bio. Pagina aggiornata al 2 ago 2025. |

- 1º dicembre - Viv Albertine, chitarrista e cantautrice britannica
- 1º dicembre - Tedj Bensaoula, allenatore di calcio e ex calciatore algerino
- 1º dicembre - Mike Fishbach, ex tennista statunitense
- 1º dicembre - Bob Goen, conduttore televisivo statunitense
- 1º dicembre - Annette Haven, ex attrice pornografica statunitense
- 1º dicembre - Karl-Heinz Körbel, allenatore di calcio e ex calciatore tedesco
- 1º dicembre - Douglas Niles, autore di giochi e scrittore statunitense
- 1º dicembre - Medha Patkar, attivista indiana
- 1º dicembre - Srebrenko Repčić, ex calciatore jugoslavo
- 1º dicembre - François Van der Elst, calciatore belga († 2017)
- 2 dicembre - Dan Butler, attore statunitense
- 2 dicembre - Ibrahim Nasrallah, scrittore palestinese
- 2 dicembre - Carlos Raffaelli, ex cestista argentino
- 2 dicembre - Huub Stapel, attore olandese
- 2 dicembre - Bob Stillman, attore e cantante statunitense
- 3 dicembre - Alfredo Evangelista, ex pugile uruguaiano
- 3 dicembre - Ugo Riccarelli, scrittore italiano († 2013)
- 4 dicembre - Maurizio Mughetti, ex arbitro di calcio e medico italiano
- 4 dicembre - Tony Todd, attore e doppiatore statunitense († 2024)
- 5 dicembre - Bireyma Diagne, ex cestista senegalese
- 5 dicembre - Hanif Kureishi, drammaturgo, sceneggiatore e scrittore britannico
- 5 dicembre - Bruno Minniti, attore italiano
- 5 dicembre - Boro Primorac, ex calciatore e allenatore di calcio jugoslavo
- 5 dicembre - Pavel Richter, ex hockeista su ghiaccio ceco
- 6 dicembre - Nicola De Maria, artista e pittore italiano
- 6 dicembre - Giorgio Ferrara, ex calciatore italiano
- 6 dicembre - Beat Furrer, compositore e direttore d'orchestra austriaco
- 6 dicembre - Richard Lewis, ex tennista britannico
- 6 dicembre - Andrej Minenkov, ex danzatore su ghiaccio russo
- 6 dicembre - Viktor Sokol, allenatore di calcio e ex calciatore sovietico
- 6 dicembre - Jean-Pierre Wintenberger, matematico francese († 2019)
- 6 dicembre - Janusz Wojciechowski, politico e giurista polacco
- 7 dicembre - Maria Basile, attrice italiana
- 7 dicembre - Santino Di Matteo, mafioso e collaboratore di giustizia italiano
- 7 dicembre - Florence Guédy, ex tennista francese
- 7 dicembre - Gianfranco Jannuzzo, attore teatrale e commediografo italiano
- 7 dicembre - Zdzisław Kapka, ex calciatore polacco
- 7 dicembre - Gad Lerner, giornalista, conduttore televisivo e saggista italiano
- 7 dicembre - Mariano Moroni, artista italiano
- 7 dicembre - Francesco Nicolosi, pianista italiano
- 7 dicembre - Bertín Osborne, cantante, showman e attore televisivo spagnolo
- 7 dicembre - Thunderstick, batterista britannico
- 8 dicembre - Jamal Al Sharif, ex arbitro di calcio siriano
- 8 dicembre - Massimo Alessandri, fantino italiano
- 8 dicembre - Louis de Bernières, scrittore britannico
- 8 dicembre - Peter Kotte, ex calciatore tedesco orientale
- 8 dicembre - Ernst Pedersen, dirigente sportivo e ex calciatore norvegese
- 8 dicembre - Frits Pirard, ex ciclista su strada e pistard olandese
- 8 dicembre - Mário José dos Reis Emiliano, allenatore di calcio e calciatore brasiliano († 2020)
- 8 dicembre - Roberto Costa Cabral, ex calciatore brasiliano
- 8 dicembre - Sumi Shimamoto, attrice e doppiatrice giapponese
- 8 dicembre - Bisera Turković, politica e diplomatica bosniaca
- 8 dicembre - Josef Walcher, sciatore alpino austriaco († 1984)
- 9 dicembre - Phil Bryant, politico statunitense
- 9 dicembre - Henk ten Cate, allenatore di calcio e ex calciatore olandese
- 9 dicembre - Mary Fallin, politica statunitense
- 9 dicembre - Jean-Claude Juncker, politico e avvocato lussemburghese
- 9 dicembre - Laurie MacDonald, produttrice cinematografica statunitense
- 9 dicembre - Siro Marrocu, politico italiano
- 9 dicembre - Steinar Nilssen, ex calciatore norvegese
- 9 dicembre - John Paragon, attore e regista statunitense († 2021)
- 9 dicembre - Steve Rodby, bassista statunitense
- 9 dicembre - Ute Rührold, ex slittinista tedesca orientale
- 9 dicembre - Jack Sonni, chitarrista statunitense († 2023)
- 9 dicembre - Renáta Tomanová, ex tennista ceca
- 10 dicembre - Chema Adeva, attore spagnolo
- 10 dicembre - Roberto Bocus, giocatore di curling italiano
- 10 dicembre - Kristine DeBell, attrice statunitense
- 10 dicembre - Vitalij Petrakov, ex pistard russo
- 11 dicembre - Julio Acuña, ex calciatore uruguaiano
- 11 dicembre - Pushpa Kamal Dahal, politico e rivoluzionario nepalese
- 11 dicembre - Sue Harcus, ex cestista australiana
- 11 dicembre - Jermaine Jackson, cantante, musicista e ballerino statunitense
- 11 dicembre - Norihiko Kitahara, ex cestista e allenatore di pallacanestro giapponese
- 11 dicembre - Vicki Randle, polistrumentista, cantante e compositrice statunitense
- 12 dicembre - Eva Axén, attrice svedese
- 12 dicembre - Sandro Baldoni, regista, sceneggiatore e pubblicitario italiano
- 12 dicembre - Mauro Coltorti, politico italiano
- 12 dicembre - Lodewijk De Witte, politico belga
- 12 dicembre - Karl Feichter, ex slittinista italiano
- 12 dicembre - Myriam Laplante, artista canadese
- 12 dicembre - Francesco Lucrezi, storico e pittore italiano
- 12 dicembre - Samuel Oton Sidin, vescovo cattolico indonesiano
- 12 dicembre - Dragan Vasiljković, militare serbo
- 13 dicembre - John Anderson, cantautore statunitense
- 13 dicembre - Mario Appignani, personaggio televisivo, attivista e scrittore italiano († 1996)
- 13 dicembre - Angelo Carrara, ex biatleta italiano
- 13 dicembre - Anthony Costly, ex calciatore honduregno
- 13 dicembre - Steve Forbert, cantautore e musicista statunitense
- 13 dicembre - José Van Tuyne, ex calciatore argentino
- 13 dicembre - Hans-Henrik Ørsted, ex pistard danese
- 14 dicembre - Ib Andersen, ex ballerino e coreografo danese
- 14 dicembre - Giorgio Bianciardi, biologo italiano
- 14 dicembre - Piero Ferraris, scrittore, attore e umorista italiano
- 14 dicembre - Lars Hernquist, astrofisico e insegnante statunitense
- 14 dicembre - James Horan, attore e doppiatore statunitense
- 14 dicembre - Maurizio Lenzerini, ingegnere italiano
- 14 dicembre - Steven MacLean, ex astronauta canadese
- 14 dicembre - Eva Mattes, attrice tedesca
- 14 dicembre - Dora Moroni, cantante e soubrette italiana
- 14 dicembre - Rafael Otero, ex calciatore colombiano
- 14 dicembre - Andy Rollings, ex calciatore inglese
- 14 dicembre - Amin Shouman, ex cestista egiziano
- 14 dicembre - Roberto Zanetti, politico svizzero
- 15 dicembre - Alex Cox, regista, sceneggiatore e attore britannico
- 15 dicembre - Mark Warner, politico statunitense
- 16 dicembre - Sally Emerson, scrittrice britannica
- 16 dicembre - Marco Frisina, presbitero, compositore e direttore di coro italiano
- 16 dicembre - Joslyn Hoyte-Smith, ex velocista britannica
- 16 dicembre - Alberto Marchetti, allenatore di calcio e ex calciatore italiano
- 16 dicembre - Ivana Spagna, cantautrice italiana
- 16 dicembre - Meli Suárez, ex cestista spagnola
- 17 dicembre - Pichi Alonso, allenatore di calcio e ex calciatore spagnolo
- 17 dicembre - Roberto Bergamaschi, vescovo cattolico italiano
- 17 dicembre - Arnold W. Donald, dirigente d'azienda statunitense
- 17 dicembre - Fatafehi 'Alaivahamama'o Tuku'aho, principe tongano († 2004)
- 17 dicembre - Sergėjus Jovaiša, ex cestista, allenatore di pallacanestro e politico lituano
- 17 dicembre - Jeanne Kalogridis, scrittrice statunitense
- 17 dicembre - Juan Muhlethaler, ex calciatore uruguaiano
- 17 dicembre - Beau Smith, fumettista statunitense
- 17 dicembre - John Yarno, ex giocatore di football americano statunitense
- 18 dicembre - Fernando María Bargalló, vescovo cattolico argentino
- 18 dicembre - Cesare Battisti, ex terrorista e scrittore italiano
- 18 dicembre - Keith Bontrager, pilota motociclistico statunitense
- 18 dicembre - John Booth, dirigente sportivo e ex pilota automobilistico britannico
- 18 dicembre - Olivier Deleuze, politico belga
- 18 dicembre - Jacky Dorsey, cestista statunitense († 2022)
- 18 dicembre - Ray Liotta, attore statunitense († 2022)
- 18 dicembre - Rena Niehaus, attrice tedesca
- 18 dicembre - Milan Pantić, giornalista serbo († 2001)
- 18 dicembre - Ulrich Roth, chitarrista tedesco
- 18 dicembre - Willi Wülbeck, ex mezzofondista tedesco
- 19 dicembre - Gianluca Bocchi, filosofo italiano
- 19 dicembre - Ruggero Casari, allenatore di calcio e ex calciatore italiano
- 19 dicembre - Colleen Fitzpatrick, attrice e cantante statunitense
- 19 dicembre - Matteo Guarnaccia, artista, critico d'arte e viaggiatore italiano († 2022)
- 19 dicembre - Nikolaus Messmer, vescovo cattolico kazako († 2016)
- 19 dicembre - Tim Parks, scrittore e giornalista britannico
- 19 dicembre - Andrzej Sekuła, regista e direttore della fotografia polacco
- 20 dicembre - Michael Badalucco, attore statunitense
- 20 dicembre - Sandra Cisneros, scrittrice e poetessa statunitense
- 20 dicembre - François Fonlupt, arcivescovo cattolico francese
- 20 dicembre - Hong Sung-ho, ex calciatore sudcoreano
- 20 dicembre - Koen Lenaerts, giurista e docente belga
- 20 dicembre - Miguel López Abril, cestista e allenatore di pallacanestro spagnolo († 2021)
- 20 dicembre - Binali Yıldırım, politico turco
- 21 dicembre - Silvio Bandinelli, regista e produttore cinematografico italiano
- 21 dicembre - José Diego Álvarez, ex calciatore spagnolo
- 21 dicembre - Jan Dołgowicz, ex lottatore polacco
- 21 dicembre - Chris Evert, ex tennista e commentatrice televisiva statunitense
- 21 dicembre - Massimo Tassara, allenatore di calcio e ex calciatore italiano
- 22 dicembre - Peio Agirreoa, ex calciatore spagnolo
- 22 dicembre - Daniele Cernilli, giornalista italiano
- 22 dicembre - Hugh Quarshie, attore britannico
- 22 dicembre - Jean Rigby, cantante inglese
- 22 dicembre - Alessandra Sartore, politica italiana
- 23 dicembre - Sid Bruinsma, ex cestista olandese
- 23 dicembre - Ohman Chehaibi, ex calciatore tunisino
- 23 dicembre - Ludmiła Janowska, ex cestista polacca
- 23 dicembre - Carlos Peinado, ex cestista e commentatore televisivo uruguaiano
- 23 dicembre - Donald Ray Pollock, scrittore statunitense
- 23 dicembre - Brian Teacher, allenatore di tennis e ex tennista statunitense
- 24 dicembre - Cesare Accetta, direttore della fotografia e fotografo italiano
- 24 dicembre - Karla Burns, attrice e mezzosoprano statunitense († 2021)
- 24 dicembre - Pino De Vittorio, tenore e attore italiano
- 24 dicembre - José María Figueres, politico costaricano
- 24 dicembre - Gregory Scott Paul, paleontologo, sociologo e illustratore statunitense
- 24 dicembre - Vidar Hansen, allenatore di calcio e ex calciatore norvegese
- 24 dicembre - Kazunori Itō, scrittore e sceneggiatore giapponese
- 24 dicembre - Patrizia Loreti, attrice e cabarettista italiana
- 24 dicembre - Marlene Mizzi, politica maltese
- 24 dicembre - Alessandro Pozzi, ex ciclista su strada italiano
- 25 dicembre - João Justino Amaral dos Santos, calciatore brasiliano († 2024)
- 25 dicembre - Manuel Luís Goucha, conduttore televisivo, imprenditore e scrittore portoghese
- 25 dicembre - Annie Lennox, cantautrice e polistrumentista britannica
- 25 dicembre - Valentino Renzi, dirigente sportivo italiano
- 25 dicembre - Roberto Salerno, politico italiano
- 25 dicembre - Steve Wariner, cantautore statunitense
- 26 dicembre - David Armstrong, calciatore inglese († 2022)
- 26 dicembre - Cai Tianxiong, ex pallanuotista cinese
- 26 dicembre - Stephen Graziano, compositore statunitense
- 26 dicembre - Roy Jacobsen, scrittore e sceneggiatore norvegese
- 26 dicembre - Riccardo Magrini, ex ciclista su strada, dirigente sportivo e commentatore televisivo italiano
- 26 dicembre - Jim Molinari, allenatore di pallacanestro statunitense
- 26 dicembre - Palmolive, musicista spagnola
- 26 dicembre - Ozzie Smith, ex giocatore di baseball statunitense
- 27 dicembre - Kent Benson, ex cestista statunitense
- 27 dicembre - Novella Calligaris, ex nuotatrice e giornalista italiana
- 27 dicembre - Ullrich Dießner, ex canottiere tedesco
- 27 dicembre - Walter Dießner, ex canottiere tedesco
- 27 dicembre - Carlos Fren, ex calciatore argentino
- 27 dicembre - Randy Hedberg, ex giocatore di football americano statunitense
- 27 dicembre - Giovanni Panciera, ex pattinatore di velocità su ghiaccio italiano
- 28 dicembre - Iain McCulloch, ex calciatore scozzese
- 28 dicembre - Gayle King, conduttrice televisiva e giornalista statunitense
- 28 dicembre - Andrea Molesini, scrittore e poeta italiano
- 28 dicembre - Enrique Montero, ex calciatore e allenatore di calcio spagnolo
- 28 dicembre - Lanny Poffo, wrestler e scrittore statunitense († 2023)
- 28 dicembre - Denzel Washington, attore, regista e produttore cinematografico statunitense
- 28 dicembre - Don Wheldon, hockeista su ghiaccio statunitense († 1985)
- 28 dicembre - Pietro De Silva, attore e commediografo italiano
- 29 dicembre - Lars Erik Eriksen, ex fondista norvegese
- 29 dicembre - Norihito, principe Takamado, principe giapponese († 2002)
- 29 dicembre - Eduardo Saporiti, ex calciatore argentino
- 30 dicembre - Roberto Abbado, direttore d'orchestra italiano
- 30 dicembre - Francesco Maria Biscione, storico italiano († 2024)
- 30 dicembre - Barry Greenstein, giocatore di poker statunitense
- 30 dicembre - Srećko Juričić, allenatore di calcio e ex calciatore croato
- 30 dicembre - Mến Nguyễn, giocatore di poker vietnamita
- 30 dicembre - Corrado Passera, banchiere, dirigente d'azienda e politico italiano
- 31 dicembre - Alexandre Egorov, artista e poeta russo
- 31 dicembre - Ferdinando Fabbri, politico italiano
- 31 dicembre - Kim Gellert, allenatore di hockey su ghiaccio e ex hockeista su ghiaccio canadese
- 31 dicembre - Ingibjörg Sólrún Gísladóttir, politica islandese
- 31 dicembre - Martin David Holley, vescovo cattolico statunitense
- 31 dicembre - Anton Joore, allenatore di calcio e ex calciatore olandese
- 31 dicembre - Christian Jourdan, ex ciclista su strada francese
- 31 dicembre - Stefano Madia, attore, giornalista e politico italiano († 2004)
- 31 dicembre - Alex Salmond, politico britannico († 2024)
- 31 dicembre - Christine Scheiblich, ex canottiera tedesca
- 31 dicembre - Pete Souza, fotografo e giornalista statunitense
- 31 dicembre - Hermann Tilke, ingegnere e ex pilota automobilistico tedesco
- 31 dicembre - Pedro Zarraluki, scrittore spagnolo († 2025)